# Tatiana Stachak
Tatiana Stachak (ur. 27 kwietnia 1973 w Łodzi) – polska gitarzystka, kompozytorka i pedagog. 
Autorka publikacji dydaktycznych do gry na gitarze klasycznej oraz z zakresu kształcenia słuchu i rytmiki. Kompozytorka kilkuset utworów na gitarę klasyczną oraz piosenek dla dzieci.

## Życiorys
Wychowywała się w Łodzi; szkoły muzyczne I i II stopnia ukończyła w Gdańsku. Studiowała na Akademii Muzycznej we Wrocławiu w klasie gitary profesora Piotra Zaleskiego, którą ukończyła w roku 1999. Jest absolwentką zarządzania w oświacie (studia podyplomowe na Uniwersytecie Jagiellońskim w Krakowie, 2005 r.). Już w czasie studiów swoje zainteresowanie skierowała w stronę edukacji najmłodszych. Nauczała m.in. w Państwowej Szkole Muzycznej I i II st. w Słupsku oraz Zespole Szkół Muzycznych I i II st. w Tarnowie.
Jest autorką podręczników do nauki gry na gitarze: Gitara pierwsza klasa oraz Gitara ekstra klasa (wydane w sześciu wersjach językowych). Wydała ponadto serię publikacji na gitarę Uczeń i Nauczyciel (vol. 1-3), dwa zbiory kolęd W dzień Bożego Narodzenia oraz Pierwsza gwiazdka z gitarą, kolekcję miniatur pt. Zaproszenie do walca, dwa zbiory Etiud charakterystycznych oraz podręcznik dla najmłodszych Elementarz gitarzysty. Jest współautorką zbioru Solo & Duo (napisanego wspólnie z Mirosławem Drożdżowskim) oraz serii podręczników do kształcenia słuchu i rytmiki: Nasza muzyka (vol. 1-6), Nowy solfeż, Nasz muzyczny elementarz przygotowanych we współpracy z Iloną Tomerą-Chmiel oraz Lidią Florek-Stokłosą. W 2020 roku ukazała się nowa publikacja pt. Znam i gram będąca zbiorem najpopularniejszych piosenek i melodii dziecięcych w układzie na gitarę klasyczną.
Utwory i podręczniki Tatiany Stachak wydane zostały również poza granicami Polski: w Chinach (wydawnictwo Shanghai Music Publishing House), w Czechach (wydawnictwo Bärenreiter Praha) oraz w Anglii i Austrii. Jej utwory wielokrotnie włączono do zestawów egzaminacyjnych ABRSM i Trinity College na lata 2016–2019 i 2020–2023. Utwory Tatiany Stachak wykonywane są na koncertach oraz włączane do programów konkursów gitarowych. 
Podręczniki Gitara pierwsza klasa oraz Gitara ekstra klasa są zalecane do użytku szkolnego przez ministra właściwego ds. kultury i dziedzictwa narodowego i wpisane do wykazu podręczników przeznaczonych do nauczania gry na gitarze w szkołach muzycznych I stopnia. Zasiadała w jury konkursów w Polsce, Czechach i na Słowacji, m.in. Ogólnopolskiego Wiosennego Konkursu Gitarowego w Szczecinie, Ogólnopolskiego Festiwalu i Konkursu Gitarowego „Gitara Viva" w Kielcach, „VivaGitarra" w Zielonej Górze, „Młodzi Czarodzieje Gitary" w Dobczycach, PRAGuitarra Classica czy Festivalu Ivana Ballu w Dolnym Kubinie. Swoją metodę nauczania popularyzuje prowadząc wykłady i lekcje w szkołach muzycznych oraz podczas kursów i festiwali gitarowych w Polsce, na Słowacji, Słowenii, w Czechach i w Chinach (w Konserwatorium Muzycznych w Szanghaju, w Mikulovie, w Pradze, Bratysławie, Koprze, Tianjin, Jinhua). Od wielu lat, jako prowadząca warsztaty, współpracuje z Międzynarodowymi Warsztatami Gitarowymi w Lanckoronie. W latach 2002–2004 brała udział w Sesjach Naukowo-Artystycznych: „Gitarystyka w Polsce", organizowanych przez Akademię Muzyczną w Łodzi. Wygłoszone podczas sesji referaty zostały opublikowane w Zeszytach Naukowych Wydawnictwa Akademii Muzycznej w Łodzi.  
W latach 1997–2004 współpracowała z ogólnopolskim czasopismem muzycznym „Świat Gitary”, w którym publikowała artykuły w cyklach: Instrumenty strunowe w malarstwie europejskim, Inspiracje pozamuzyczne w literaturze gitarowej, Uczeń i nauczyciel w duetach gitarowych, Utwory solowe dla pierwszaków. Od 2000 roku współpracuje z wydawnictwem Euterpe. 

## Kompozycje i publikacje

### Kompozycje własne
| Tytuł publikacji                                | Rok pierwszego wydania | Wydawnictwo                            | |
| ----------------------------------------------- | ---------------------- | -------------------------------------- | --- |
| Gitara pierwsza klasa                           | 2004                   | Euterpe                                | Wyd. 1-3 w dwóch wersjach językowych: polskiej i angielskiej. Od wyd. 4 w 2009 roku w trzech wersjach językowych: polskiej, angielskiej i niemieckiej. Podręcznik dla początkujących gitarzystów. Publikacja wpisana do wykazu podręczników zalecanych do użytku szkolnego przez Ministra Kultury i Dziedzictwa Narodowego. |
| Gitara ekstra klasa                             | 2006                   | Euterpe                                | Wyd. 1 w dwóch wersjach językowych: polskiej i angielskiej. Od wyd. 2 w 2009 r. w trzech wersjach językowych: polskiej, angielskiej i niemieckiej. Publikacja wpisana do wykazu podręczników zalecanych do użytku szkolnego przez Ministra Kultury i Dziedzictwa Narodowego.                                                |
| Zaproszenie do walca                            | 2010                   | Euterpe                                | |
| Solo & Duo                                      | 2012                   | Euterpe                                | Współautor: Mirosław Drożdżowski. |
| Kytarová první třída / Gitarová prvá trieda     | 2013                   | Bärenheiter Praha                      | Wydanie w dwóch wersjach językowych: czeskiej i słowackiej. |
| Kytarová extra třida / Gitarová extra trieda    | 2014                   | Bärenheiter Praha                      | Wydanie w dwóch wersjach językowych: czeskiej i słowackiej. |
| Elementarz gitarzysty                           | 2016                   | Euterpe                                | |
| Elementarz gitarzysty - dodatek dla nauczyciela | 2016                   | Euterpe                                | |
| Gitara pierwsza klasa                           | 2018                   | Shanghai Music Publishing House (SMPH) | Wydanie w chińskiej wersji językowej. |
| Gitara ekstra klasa                             | 2018                   | Shanghai Music Publishing House (SMPH) | Wydanie w chińskiej wersji językowej |
| Etiudy charakterystyczne vol. 1 - 2             | 2018                   | Euterpe                                | |
| Album z wariacjami                              | 2022                   | Euterpe                                | |

### Podręczniki
| Tytuł publikacji                             | Rok pierwszego wydania | Wydawnictwo                            | |
| -------------------------------------------- | ---------------------- | -------------------------------------- | --- |
| Gitara pierwsza klasa                        | 2004                   | Euterpe                                | Wyd. 1-3 w dwóch wersjach językowych: polskiej i angielskiej. Od wyd. 4 w 2009 roku w trzech wersjach językowych: polskiej, angielskiej i niemieckiej. Podręcznik dla początkujących gitarzystów. Publikacja wpisana do wykazu podręczników zalecanych do użytku szkolnego przez Ministra Kultury i Dziedzictwa Narodowego. |
| Gitara ekstra klasa                          | 2006                   | Euterpe                                | Wyd. 1 w dwóch wersjach językowych: polskiej i angielskiej. Od wyd. 2 w 2009 r. w trzech wersjach językowych: polskiej, angielskiej i niemieckiej. Publikacja wpisana do wykazu podręczników zalecanych do użytku szkolnego przez Ministra Kultury i Dziedzictwa Narodowego.                                                |
| Nasza muzyka t. 1-6                          | 2006-2011              | Euterpe                                | Współautorki: Lidia Florek, Ilona Tomera-Chmiel. Podręcznik do kształcenia słuchu i rytmiki. |
| Nowy solfeż                                  | 2012                   | Euterpe                                | Współautorki: Lidia Florek, Ilona Tomera-Chmiel. Podręcznik do kształcenia słuchu i rytmiki. |
| Nowy solfeż - dodatek dla nauczyciela        | 2012                   | Euterpe                                | Współautorki: Lidia Florek, Ilona Tomera-Chmiel. Podręcznik do kształcenia słuchu i rytmiki. |
| Kytarová první třída / Gitarová prvá trieda  | 2013                   | Bärenheiter Praha                      | Wydanie w czeskiej i słowackiej wersji językowej. |
| Kytarová extra třida / Gitarová extra trieda | 2014                   | Bärenheiter Praha                      | Wydanie w czeskiej i słowackiej wersji językowej. |
| Nasz muzyczny elementarz                     | 2014                   | Euterpe                                | Współautorki: Lidia Florek-Stokłosa, Ilona Tomera-Chmiel. Podręcznik do kształcenia słuchu i rytmiki. |
| Gitara pierwsza klasa                        | 2018                   | Shanghai Music Publishing House (SMPH) | Wydanie w chińskiej wersji językowej. |
| Gitara ekstra klasa                          | 2018                   | Shanghai Music Publishing House (SMPH) | Wydanie w chińskiej wersji językowej. |

### Opracowania
| Tytuł publikacji            | Rok pierwszego wydania | Wydawnictwo |
| --------------------------- | ---------------------- | ----------- |
| Uczeń i nauczyciel vol. 1-3 | 2001-2003              | Euterpe     |
| W dzień Bożego Narodzenia   | 2007                   | Euterpe     |
| Pierwsza gwiazdka z gitarą  | 2012                   | Euterpe     |
| Znam i gram                 | 2020                   | Euterpe     |

## Nagrody i wyróżnienia
Laureatka nagród i wyróżnień na krajowych i międzynarodowych konkursach gitarowych, m.in.: I miejsce na Ogólnopolskim Konkursie Gitarowym w Koninie (1990), II miejsce na Międzynarodowych Gdańskich Spotkaniach Gitarzystów w Gdańsku (1991), II miejsce na Międzynarodowym Konkursie Gitarowym we Frosignone (Włochy, 1991) oraz II miejsce na Międzynarodowym Konkursie Gitarowym w Ingenio na Wyspach Kanaryjskich (Hiszpania, 1995).